# 波日·工布朗结
波日·工布朗结（藏語：བོ་རོག་མགོན་པོ་རྣམ་རྒྱལ，威利转写：bo rog mgon po rnam rgyal；1799年—1865年），绰号布鲁曼（藏语意为“独眼龙”），藏族，今四川省新龙县乐安乡人。清朝末年康区的地方起义军事首领。

## 生平
波日·工布朗结出生在瞻对切依地方，家境富裕，自幼喜欢习武。曾和三位朋友共同袭击日弄土司的牧场，放跑了100多位正在服劳役的农奴，并把牧场内的牛羊分发给附近农牧民。与父亲攻打炉霍土司、上下瞻对，工布朗结的父亲土司罗布七力因反清失败而被处决，其辖地被分给上下瞻对的土司，工布朗结跟着母亲逃亡外乡。波日·工布朗结心中种下了报“杀父夺产”之仇的种子。
道光二十八年（1848年）秋，瞻对的农奴正遭受天灾人祸而怨声载道，波日·工布朗结顺势率200多位持土枪、长矛、刀、剑的农奴，攻占大盖土司官寨，将食物和衣服分给农奴，并公开烧毁了契约和帐簿，释放监狱内的奴隶和娃子，宣布废除乌拉差役。此后，各地农奴纷来投奔。波日·工布朗结乃率部先后击败大盖、日巴、沙堆、甲孜、日弄、洛古、通宵、博孜、雄龙西等地土司头人，控制全部瞻对地区。势力达昌都、乍丫、上下瞻对。农奴纷纷杀死土司头人，将土地、粮食、衣物瓜分。部分土司头人逃往甘孜、德格、康定寻求庇护，并派兵攻打波日·工布朗结。
同年末，甘孜的白利土司、孔萨土司、麻书土司联合了侏倭土司、德格土司，企图共同歼灭波日·工布朗结所部。波日·工布朗结则先发制人，各个击破，以“杀尽土司”为口号，击败了这些土司。波日·工布朗结的部队每到一地，都将粮食等分发给农奴，并免除全部乌拉差役，所以深受农奴们欢迎。
道光二十九年二月二十日（1849年），四川总督琦善奉清廷旨意，调松潘、懋功、建昌等地屯兵以及15路土兵共计6000人赴瞻对围剿波日·工布朗结。波日·工布朗结采取“兵进则彼伏而不出，兵撤又复乘间窃取”的战术，利用熟悉当地地理的优势，很快转败为胜。仅仅不到两个月，清军便付出较大伤亡，而且十分疲惫。琦善认为“野番出没无常，一时骤难进取”，便以赏赐“六品长官司”诱降波日·工布朗结。波日·工布朗结将顶戴和衣帽抛进雅砻江，表示拒绝清朝的封赏，并制定了平分土地、推行移民的政策，废除门当户对婚姻，提倡贫困联姻等三原则，其队伍很快壮大至2000多人。
道光三十年（1850年）春，波日·工布朗结率部攻占炉霍，随后突袭并攻占甘孜，在甘孜孔萨土司衙门设统帅部。咸丰三年（1853年），他率部攻占德格，甘孜藏区的农奴们纷起响应，掀起抗差抗租的高潮。咸丰五年（1855年），波日·工布朗结率军进攻理塘，因遇到天花而遭到挫折。次年，波日·工布朗结率军再次攻打理塘土司并获胜，随后进攻巴塘遇挫，便改攻康定。此时，波日·工布朗结已率部横扫康东、康北、康南各地的土司头人，控制了金沙江以东的康巴地区。他拆毁理塘土司官寨，并破坏桥梁、台站。
1862年他控制了川藏大道，切斷了郵路，並阻滯了駐藏軍隊糧餉的運送。對西藏噶廈政府來說，他對康區的控制嚴重影響了川藏茶葉貿易，他又持反佛教的立場，威脅了噶廈政府，噶廈政府因此亟欲剿滅他。
清朝扫平太平天国以及四川的农民起义之后，在同治二年三月（1863年）命驻藏大臣同四川总督駱秉章调兵会剿波日·工布朗结，他撤回瞻对。同治四年（1865年），四川道员史致康和噶伦彭措泽旺多吉率领的藏军在金沙江向波日·工布朗结發动进攻，同治四年七月，藏军包围波日寨。波日·工布朗结率部抵抗，弹尽粮绝，乃点燃波日寨，在火中死亡。史致康才率清军到達。

## 影響
藏兵平定此次民變，藏人索償兵費十六萬兩，四川總督駱秉章遞史致康稟，奏請用地補償獲准，達賴喇嘛因此任命梁茹基巧（即「瞻對總管」）管轄瞻對。